# Wolf's Lair Abyss
Wolf's Lair Abyss este cel de-al doilea EP al formației Mayhem. Este prima realizare discografică în noua formulă: Maniac ca solist vocal, Blasphemer la chitară (în locul lui Euronymous), Necrobutcher la chitară bas și Hellhammer la baterie. Maniac compunea versurile, iar Blasphemer compunea muzica.
Acest EP este prima parte a albumului conceptual Grand Declaration of War. Riff-ul cu care se termină ultima melodie de pe Wolf's Lair Abyss este identic cu riff-ul cu care începe prima melodie de pe Grand Declaration of War.
Revista Terrorizer a clasat Wolf's Lair Abyss pe locul 18 în clasamentul "Cele mai bune 30 de albume ale anului 1997".

## Lista pieselor
1. "The Vortex Void Of Inhumanity" - 02:20
2. "I Am Thy Labyrinth" - 05:26
3. "Fall Of Seraphs" - 06:02
4. "Ancient Skin" - 05:28
5. "Symbols Of Bloodswords" - 05:24

## Personal
- Maniac - vocal
- Blasphemer - chitară
- Necrobutcher - chitară bas
- Hellhammer - baterie

## Trivia
Wolf's Lair e traducerea în engleză a cuvântului german Wolfsschanze, sediul principal al lui Adolf Hitler pentru operațiunile militare din Frontul de Est din Al Doilea Război Mondial. În prezent complexul de clădiri (parțial distrus) reprezintă o atracție turistică.